# Keltinmäki
Keltinmäki est un quartier de Jyväskylä en Finlande.

## Lieux et monuments

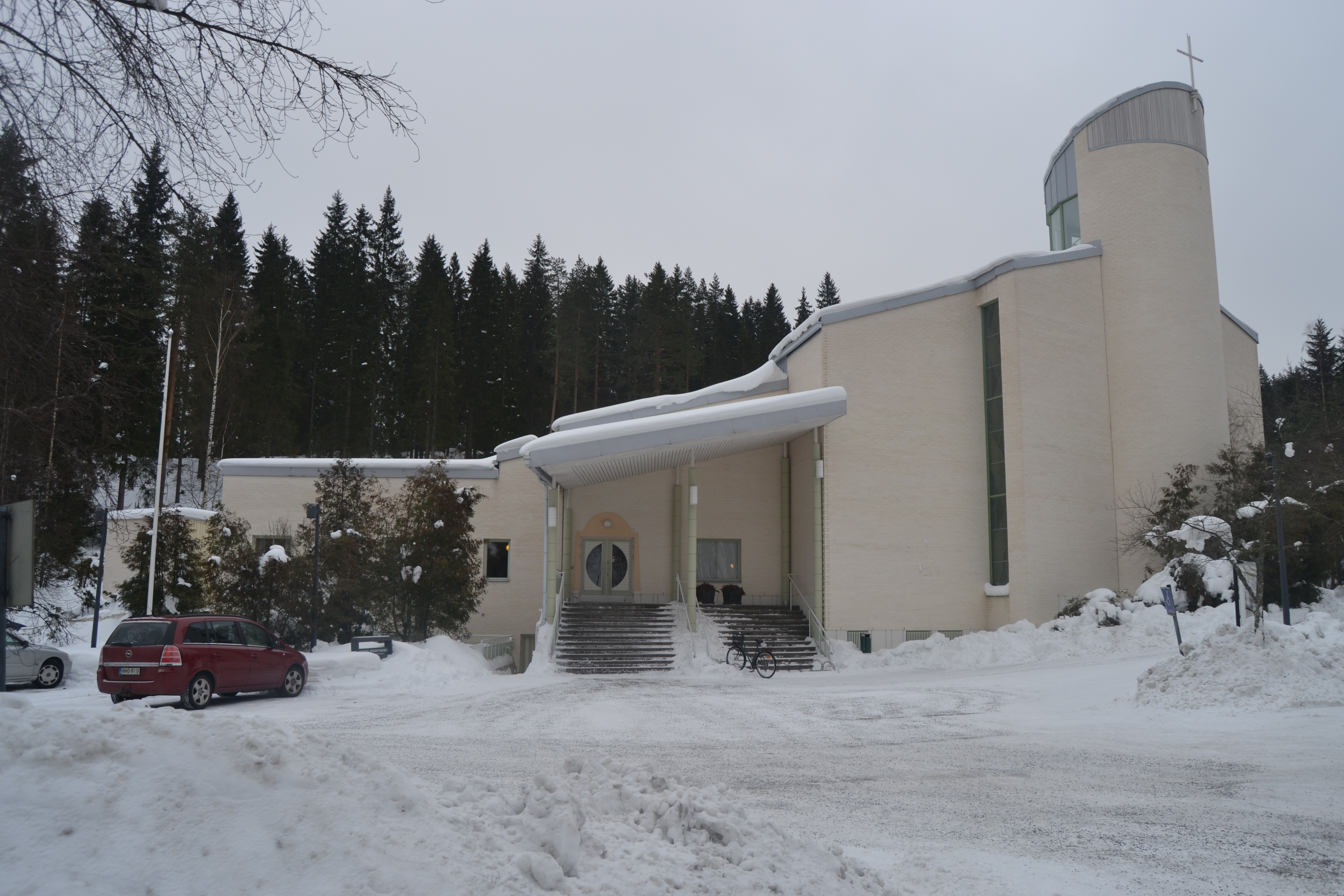
Église de Keltinmäki
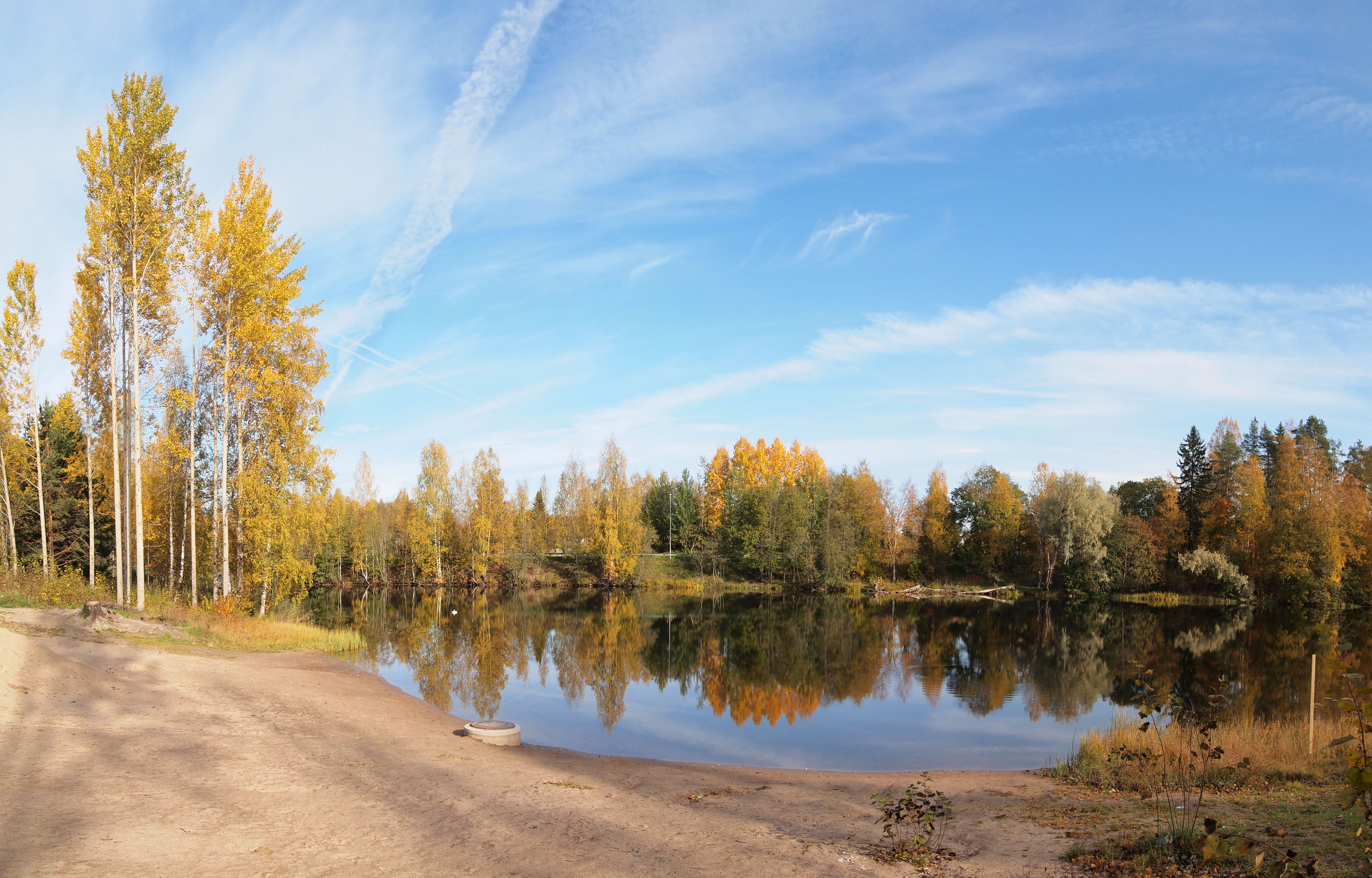
Plage de Myllyjärvi
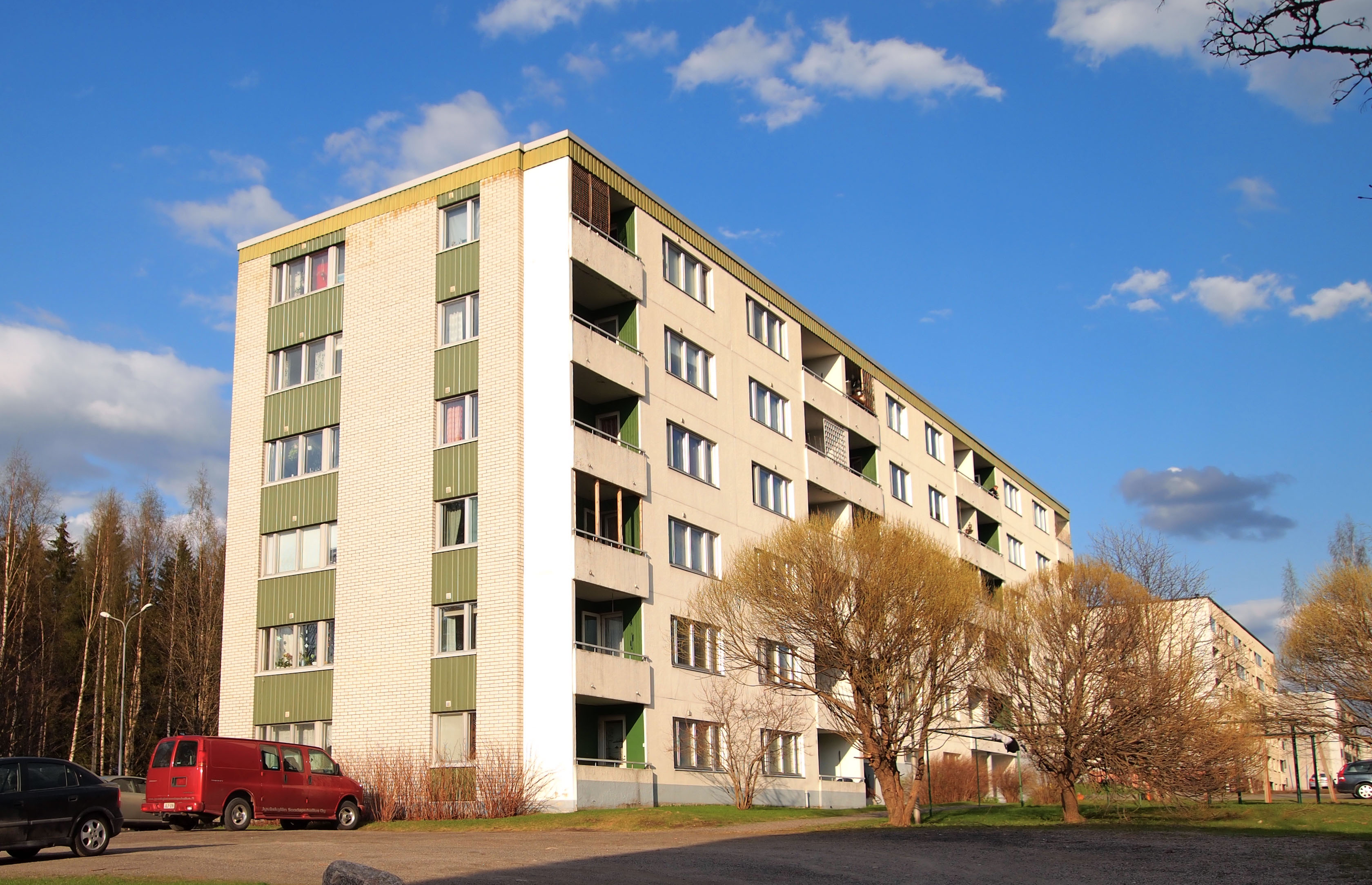
Immeuble d'habitation

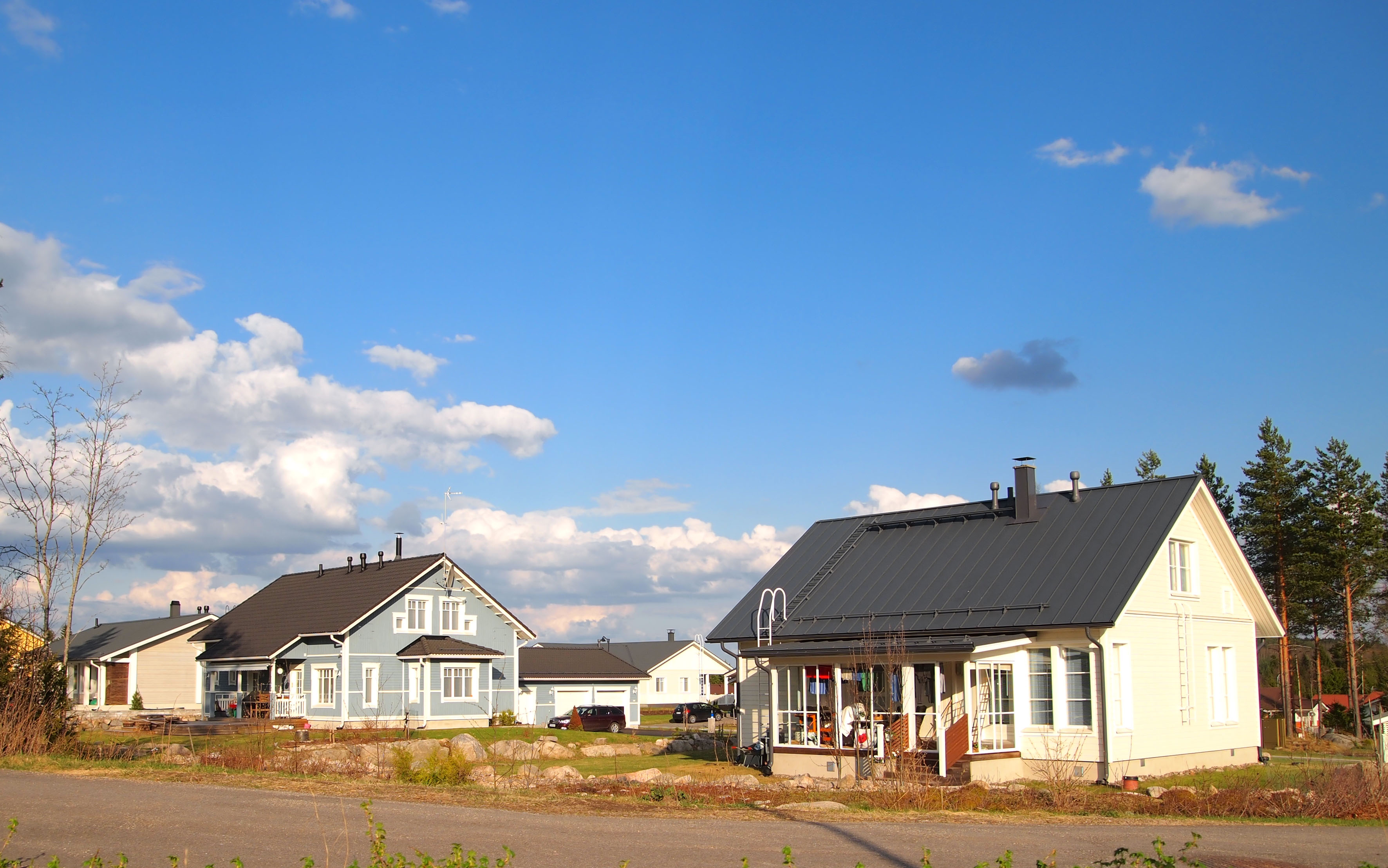
Zone pavillonnaire
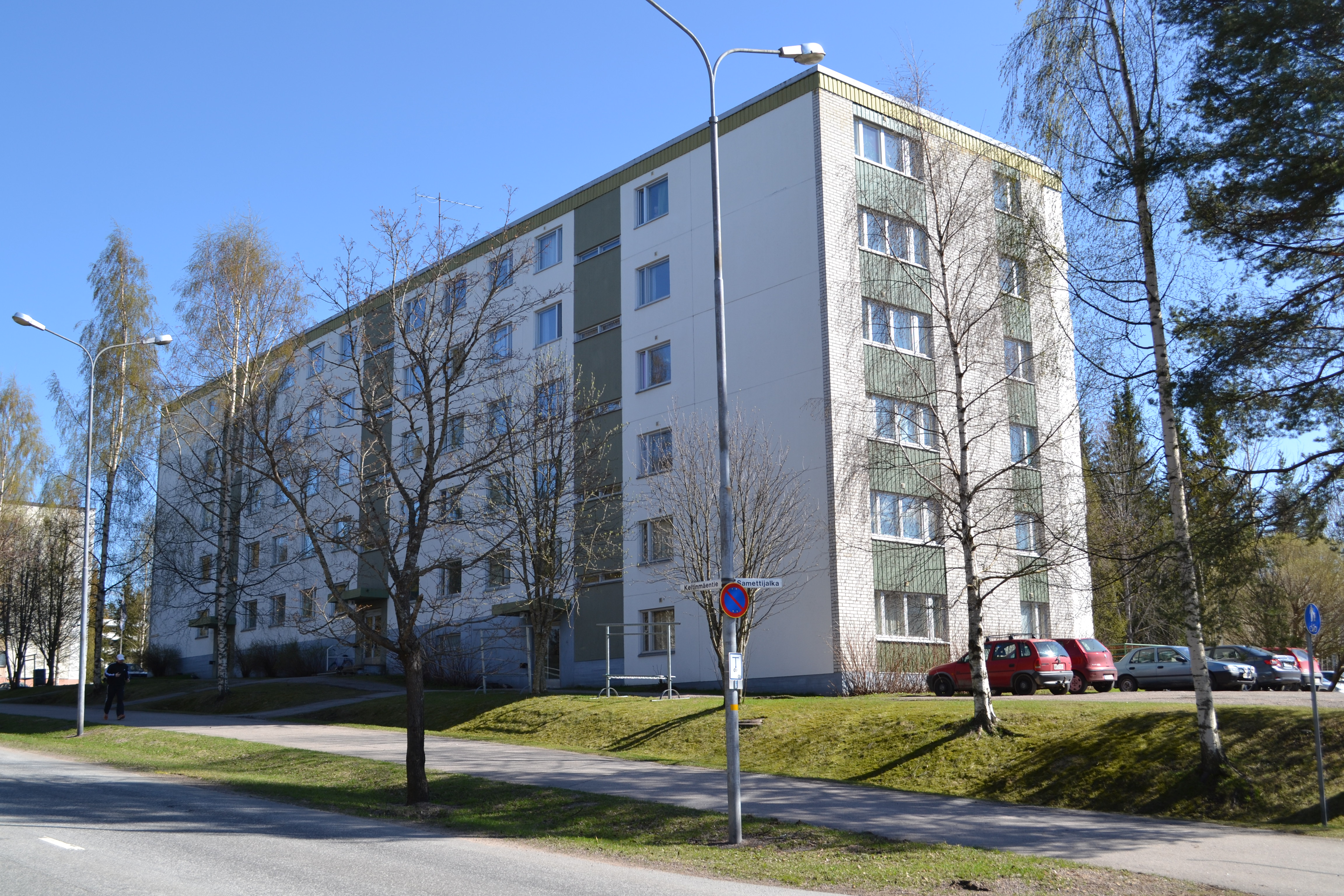
Immeuble rue Keltinmäentie
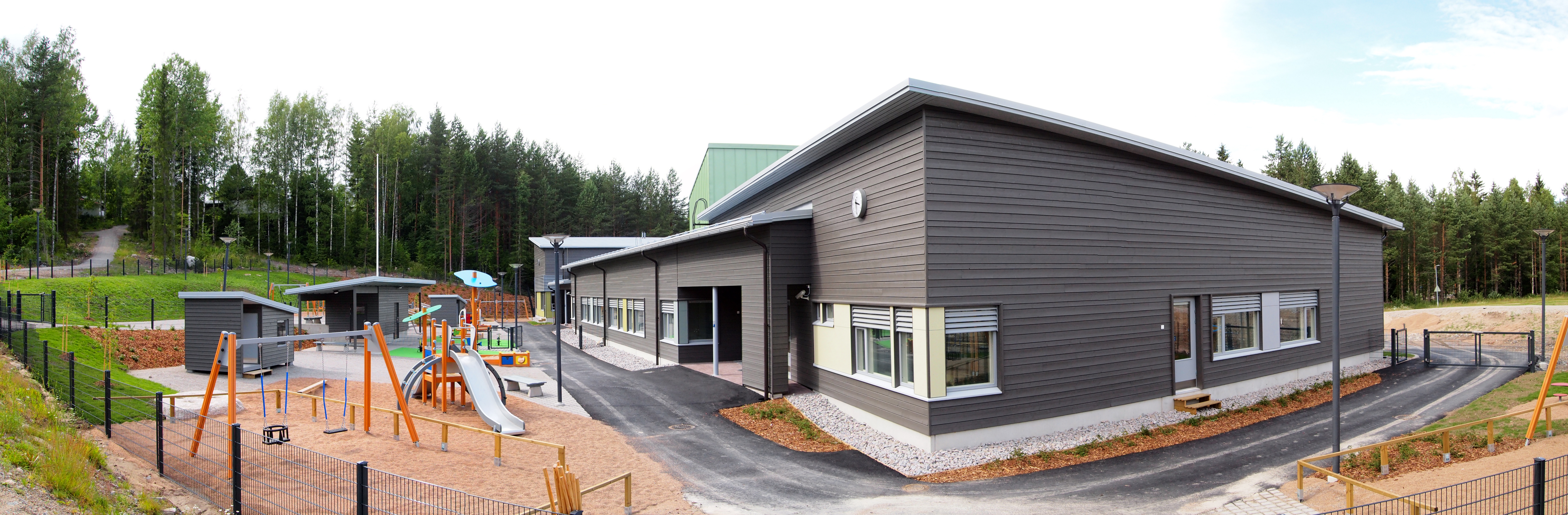
Crèche de Keltinmäki